# Rafał Makowski
Pour les articles homonymes, voir Makowski.
Rafał Makowski, né le 5 août 1996 à Varsovie (Pologne), est un footballeur polonais, qui évolue au poste de milieu défensif au sein du Slask Wroclaw.

## Biographie

### En club

#### Premier contrat au Legia Varsovie
Il signe son premier contrat pro au Legia Varsovie. Il joue son premier match avec le Legia Varsovie en Ligue Europa le 6 août 2015.

### En équipe nationale
En 2015, il inscrit deux buts avec l'équipe de Pologne des moins de 20 ans, contre la Suisse et l'Allemagne.

## Palmarès
Avec le Legia Varsovie
- Ekstraklasa
  - Vainqueur : 2016